# パウル・フォン・ハイゼ
パウル・ヨハン・ルートヴィヒ・フォン・ハイゼ（Paul Johann Ludwig von Heyse、1830年3月15日 - 1914年4月2日）は、ドイツの著作家。1910年ノーベル文学賞を受賞した。

## 生涯
プロイセン王国のベルリン生まれ。文献学者のカール・ヴィルヘルム・ルートヴィヒ・ハイゼを父に持つ。母ユーリエ・ザーリンクはフェリックス・メンデルスゾーンとも親類に当たる宮廷御用達のユダヤ人大宝石商の名家出身だった。
ベルリンとボンで古典言語を学び、助成金を得てイタリアに1年間滞在したこともある。学問を修めた後は客員研究員(Independent scholar)となった。多くのイタリア語詩の翻訳を手がけたり、また短編小説も執筆し、1873年には代表作のひとつ『Kinder der Welt(Children of the World)』を発表した。ベルリンでは詩人グループ「Tunnel über der Spree」（「シュプレー川を越えるトンネル」の意）に属し、またミュンヘン滞在時にはエマヌエル・ガイベルらとともにグループ「Krokodil」（「クロコダイル」の意）の一員であった。彼の詩は伝統を重んじ、急進主義・物質主義または現実主義的な風潮に抗ったものだったため、保守的な「ミュンヘン派」とも評された。
書籍、詩そして60を超える物語を著し、その多さと多様さからドイツ文学界の巨人となっていた。1910年、「叙情詩人、作家そして世界的に知られた短編小説家としての長年の創作活動を通して世に送り出してきた、無上の芸術性、理想主義の浸透を賞賛して」ノーベル文学賞が授与された。その4年後に亡くなり、ミュンヘン郊外の森林墓地に埋葬された。

## 主な著作（日本語訳）
- 『片意地娘 他三篇』（収録作・片意地娘–ララビアータ、カプリ島の婚礼、星を覗く人、高嶺の乙女）関泰祐訳 岩波文庫、1942年
  - 『ララビアータ』高坂義之訳 春陽堂 1923年
  - 淵田一雄訳 三修社、小出直三郎 訳 第三書房
  - 『島の婚礼』杉山茂訳 南山堂書店 1927年
  - 『高嶺の処女』石川錬次訳註 郁文堂対訳叢書 1927年
  - 『ララビアータ』佐久間政一訳 南山堂書店 対訳独逸短篇叢書 1927年
  - 『片意地娘』関楠生訳註 郁文堂出版 独和対訳叢書 1953年
  - 『新版世界文学全集 第2』片意地娘 カプリ島の婚礼（高橋義孝訳） 新潮社 1959年
  - 『世界青春文学名作選 第27』片意地娘（片岡啓治訳） 学習研究社 1966年
  - 『ドイツの文学 第12巻（名作短篇）』ララビアータ（常木実訳） 三修社 1966年
- 『忘られぬ言葉』淵田一雄訳 岩波文庫、1936年
- 『ノーベル賞文学叢書 第7 カプリ島の結婚、ヴェニス秘話』舟木重信訳 今日の問題社 1941年
- 『帰らぬ子・トレヴィゾーの処女・最後の人馬』高橋健二訳 郁文堂出版 1951年
- 『死に捧げられた人・盲目の少女』角信雄訳 郁文堂出版 1951年
- 『二人の捕われびと・ローテンブルクの幸福』番匠谷英一訳 郁文堂出版 1952年
- 『カプリ島の婚礼』（ドイツ名作対訳双書14) 永野藤夫訳 第三書房 1960年
- 『ノーベル賞文学全集〈9〉ヘルマン・ヘッセ、パウル・ハイゼ』（収録作・ララビアータ（片意地娘）、ぶどう園の番人、復活）小塩節訳 主婦の友社 1970年